# Републикански път III-5074
Републикански път IIІ-5074 е третокласен път, част от Републиканската пътна мрежа на България, преминаващ изцяло по територията на Хасковска област. Дължината му е 15 km.
Пътят се отклонява надясно при 36,1 km на Републикански път III-507 западно от село Книжовник, пресича центъра на селото и се насочва на югоизток през южната част на Хасковската хълмиста област. Преминава последователно през селата Жълти бряг, Стамболово и Гледка, пресича южната част на източнородопския рид Чал и слиза в долината на Бисерска река (десен приток на Марица), където в южната част на село Голям извор се свързва с Републикански път III-593 при неговия 38,1 km.
| Пътища, отклоняващи се надясно (населено място, № на пътя, посока на пътя)                                 | km   | Пътища, отклоняващи се наляво (посока на пътя, № на пътя, населено място) |
| --- | ---- | ------------------------------------------------------------------------- |
| Община Хасково, III-507, 36,1 km →                                                                         | 0,0  | → 36,1 km, III-507, Община Хасково                                        |
| с. Книжовник                                                                                               | 1,1  | с. Книжовник                                                              |
| Община Стамболово                                                                                          | 2,9  | Община Стамболово                                                         |
| (за с. Царева поляна) общински път, с. Жълти бряг ←                                                        | 4,2  | → с. Жълти бряг, общински път (за с. Корен)                               |
| (за с. Царева поляна) общински път, с. Стамболово ← (за 15,7 km на III-5072) общински път, с. Стамболово ← | 7,8  | с. Стамболово                                                             |
| с. Гледка                                                                                                  | 9,1  | с. Гледка                                                                 |
| (за с. Кладенец) общински път ←                                                                            | 9,8  | → общински път (за с. Кралево)                                            |
| (от 49 km на II-59) III-593, 38,1 km, с. Голям извор →                                                     | 15,0 | → с. Голям извор 38,1 km, III-593 (до с. Голям извор)                     |